# Partit Demokratiku
Partit Demokratiku (engelska: Democratic Party) är ett socialdemokratiskt parti på Malta, grundat 2016 av tidigare Partit Laburista-medlemmen och parlamentsledamoten Marlene Farrugia. Farrugia lämnade Partit Laburista den 17 november 2015.
I parlamentsvalet 2017 ställde partiets kandidater upp till val på Partit Nazzjonalistas valsedlar, men med beskrivningen tal-orange. De två partierna tecknade inför valet ett gemensamt samarbetsavtal med ett gemensamt valprogram, och om de vann valet skulle de sitta i regeringsställning tillsammans, dock med bevarande av de två partiernas status och identitet.